# Мадонна с розами
«Мадонна с розами» — картина итальянского живописца Тициана периода Высокого Возрождения, созданная около 1530 года и хранящаяся в галерее Уффици во Флоренции. На картине имеется подпись «Ticianus f.», но она может быть более поздним дополнением.

## История
Работа находилась в коллекции эрцгерцога Леопольда Вильгельма и стала предметом обмена между венской и флорентийской галереями в 1793 году, вместе с другими важными произведениями искусства, включая «Флору» Тициана, «Поклонение волхвов» Дюрера и «Священная аллегория» Джованни Беллини.
Высокое живописное качество картины было вновь открыто после реставрации в 1978 году, что делает её одним из лучших образцов тициановских «Мадонн» рубежа двадцатых и тридцатых годов XV века. За исключением выставки 1978 года, она хранилась в запасниках с послевоенного периода до 2001 года из-за многочисленных проблем с консервацией, когда она наконец нашла свое место в зале 28, посвящённом Тициану, Себастьяно дель Пьомбо и Пальме иль Веккьо. Авторство картины было поставлено под сомнение только Хетцером в 1920 году, которого, возможно, ввело в заблуждение плохое состояние сохранности произведения в то время.
Существует несколько копий на гравюре, в том числе одна работы Давида Тенирса 1666 года.

## Описание и стиль
Согласно типологии, заимствованной у Джованни Беллини и уже использованной Тицианом в его ранних работах, распахнутая занавеска открывает пейзаж слева и образует фон для фигур Девы Марии с Младенцем на руках на подушке, между святыми, в данном случае Иоанном Крестителем слева и Антонием Великим справа.
Общепринятое название происходит от роз, которые мальчик предлагает Марии, типичного символического цветка, чьи розовые лепестки также напоминают красный цвет крови Страстей Христовых, предваряя их. Изображение Марии имеет сходство с такими произведениями, как «Мадонна Пезаро», «Мадонна с младенцем между святыми Иоанном и Екатериной Александрийскими» и «Мадонна с кроликом».
Фигура Антония Великого написана в профиль, тяжелые складки драпировки переданы с яркой пластичностью. Буколический пейзаж свидетельствует о том, что в эти годы Тициан вернулся к стилю Джорджоне.